# Hironori Ōtsuka
Kuo "Hironori" Ōtsuka (Shimodate, 1º giugno 1892 – 29 gennaio 1982) è stato un maestro di karate giapponese.

## Biografia
Nato in una famiglia benestante, era il secondo dei quattro figli di Tokujiro Ohtsuka, medico dell'ospedale di Shimodate e di Sato Ebashi. Il suo nome di battesimo era Kuo, ma successivamente adottò il nome Hironori in onore del tipo di arte marziale che seguì per tutta la vita.
Iniziò a praticare arti marziali all'età di 6 anni, apprendendo il Ju-Jiutsu dallo zio Chojiro Ebashi. Continuò questo studio per 17 anni finché nel 1917 incontrò il maestro Morihei Ueshiba che lo introdusse allo studio dell'Aikidō. Solo nel 1922 si avvicinò al karate entrando a far parte delle scuole dei maestri Gichin Funakoshi e Kenwa Mabuni.
Ormai esperto nella disciplina del karate, Hironori Otsuka decise di migliorare lo stile Shotokan che vedeva un po' "antiquato", rendendolo più armonioso. Inserì così, le tecniche del Ju-Jiutsu e trasformò il Karate tradizionale in un Karate nuovo, più veloce ed essenziale, il Wado-ryu.. Tutto ciò successe nel 1934 quando fondò la sua prima scuola, la Dai Nippon Karate Shinko Club.
Nel 1963 il Wado-Ryu Karate si diffuse in America ed Europa grazie ad una squadra di esperti composta da Arakawa, Takashima e T. Suzuki. In questo modo il Wado-Ryu Karate venne riconosciuto a livello mondiale.